# Parazanomys thyasionnes
Parazanomys thyasionnes är en spindelart som beskrevs av Darrell Ubick 2005. Parazanomys thyasionnes ingår i släktet Parazanomys och familjen mörkerspindlar. Inga underarter finns listade i Catalogue of Life.